# Віктор Уйчик
Віктор Уйчик (чеськ. Viktor Ujčík; 24 травня 1972, м. Їглава, ЧССР) — чеський хокеїст, нападник.  
Вихованець хокейної школи «Дукла» (Їглава). Виступав за «Дукла» (Їглава), «Славія» (Прага), «Оцеларжи», «Пльзень», «Спарта» (Прага), «Кярпят» (Оулу), «Вітковіце».
В чемпіонатах Чехії — 758 матчів (344+300), у плей-оф — 32 матчі (10+11). В чемпіонатах Фінляндії — 128 матчів (39+44), у плей-оф — 33 матчі (6+10).
У складі національної збірної Чехії учасник чемпіонатів світу 1996, 1997, 1999, 2001 і 2002 (43 матчі, 17+9). У складі молодіжної збірної Чехословаччини учасник чемпіонату світу 1992. 
Досягнення
- Чемпіон світу (1996, 1999, 2001)
- Чемпіон Чехословаччини (1991)
- Чемпіон Фінляндії (2005, 2007), бронзовий призер (2006)
- Срібний призер чемпіонату Чехії (1998, 2010, 2011), бронзовий призер (1999, 2003, 2004).